# Yanti Somer
Yanti Somer, pseudonimo di Kirsti Elisa Somersalo (Helsinki, 29 febbraio 1948), è un'attrice ed ex modella finlandese.
A inizio carriera ha utilizzato anche gli pseudonimi Xanti Valio e Yanti Valio.

## Biografia
Figlia di genitori divorziati, entrambi pittori, dopo le scuole superiori abbandona la Finlandia e si trasferisce a Parigi dove, grazie alla sua bellezza, inizia l'attività di fotomodella, debuttando anche come attrice. All'inizio degli anni settanta si sposta in Italia, a Milano e poi a Roma. Dopo alcuni provini è scelta per interpretare la parte della figlia dei contadini in ...continuavano a chiamarlo Trinità di E.B. Clucher, a fianco di Bud Spencer e Terence Hill. La carriera di attrice in Italia la porta a recitare in una decina di film, anche per la televisione. Negli anni '80 si ritira dal mondo del cinema.

## Filmografia
- Delphine, regia di Eric Le Hung (1967)
- Katmandu, regia di André Cayatte (1969)
- L'assassino ha prenotato la tua morte (Le temps de mourir), regia di André Farwagi (1970)
- Mafia bianca, Africa nera (Les coups pour rien), regia di Pierre Lambert (1970)
- Sono un marito infedele (Êtes-vous fiancée à un marin grec ou à un pilote de ligne?), regia di Pierre Lambert (1971)
- ...continuavano a chiamarlo Trinità, regia di E.B. Clucher (1971)
- Per amore o per forza, regia di Massimo Franciosa (1971)
- ...e poi lo chiamarono il Magnifico, regia di E.B. Clucher (1972)
- Che cosa è successo tra mio padre e tua madre? (Avanti!), regia di Billy Wilder (1972)
- Contratto carnale, regia di Giorgio Bontempi (1973)
- L'età di Cosimo de' Medici (miniserie TV), regia di Roberto Rossellini (1973)
- Il ritorno di Zanna Bianca, regia di Lucio Fulci (1974)
- Genova a mano armata, regia di Mario Lanfranchi (1976)
- Cattivi pensieri, regia di Ugo Tognazzi (1976)
- Dimenticare Lisa, regia di Salvatore Nocita (1976, miniserie televisiva)
- Anno zero - Guerra nello spazio, regia di Alfonso Brescia (1977)
- La guerra dei robot, regia di Al Bradley (1978)
- Cosmo 2000 - Battaglie negli spazi stellari, regia di Alfonso Brescia (1978)
- Sette uomini d'oro nello spazio, regia di Alfonso Brescia (1979)
- Ciao nemico, regia di E. B. Clucher (1981)
- Monsignore (Monsignor), regia di Frank Perry (1982)

## Doppiatrici italiane
- Serena Verdirosi in ... continuavano a chiamarlo Trinità, ...e poi lo chiamarono il Magnifico